# Eremiascincus fasciolatus
Eremiascincus fasciolatus är en ödleart som beskrevs av  Günther 1867. Eremiascincus fasciolatus ingår i släktet Eremiascincus och familjen skinkar. Inga underarter finns listade i Catalogue of Life.